# It Happened One Night
It Happened One Night (bra: Aconteceu Naquela Noite; prt: Uma Noite Aconteceu) é um filme pre-Code estadunidense de 1934, do gênero comédia romântica maluca, dirigido por Frank Capra, e estrelado por Clark Gable e Claudette Colbert. O roteiro de Robert Riskin foi baseado no conto "Night Bus" (1933), de Samuel Hopkins Adams, que escolheu o título do filme.
A trama retrata a história de uma socialite mimada que tenta escapar do controle do pai e se apaixona por um repórter malandro.
Classificado como uma produção "pre-Code", o filme está entre as últimas comédias românticas criadas antes do MPPDA começar a aplicar rigorosamente o Código de Produção em julho de 1934. O filme foi lançado apenas cinco meses antes da implementação.
A produção foi aclamada pela crítica e é amplamente considerada um dos melhores filmes já feitos. "It Happened One Night" é o primeiro de apenas três filmes (junto com "One Flew Over the Cuckoo's Nest" e "O Silêncio dos Inocentes") a ganhar todos os cinco principais prêmios Oscar: Melhor Filme, Melhor Direção, Melhor Ator, Melhor Atriz e Melhor Roteiro Adaptado.
Em 1993, "It Happened One Night" foi selecionado para preservação no National Film Registry, seleção filmográfica da Biblioteca do Congresso dos Estados Unidos, como sendo "culturalmente, historicamente ou esteticamente significativo". Em 2013, o filme passou por uma extensa restauração pela Sony Pictures.

## Sinopse
Ellie Andrews (Claudette Colbert), a filha de um milionário, sai de casa quando seu pai não autoriza seu casamento com "King" Westley (Jameson Thomas), seu pretendente. Nessa fuga, ela conhece Peter Warne (Clark Gable), um charmoso jornalista sem futuro. Após seus destinos se entrelaçarem, suas vidas começam a mudar completamente.

## Elenco
- Clark Gable como Peter Warne, um jornalista recentemente demitido
- Claudette Colbert como Ellen "Ellie" Andrews, uma herdeira milionária
- Walter Connolly como Alexander Andrews, o pai de Ellie
- Roscoe Karns como Oscar Shapeley
- Jameson Thomas como "King" Westley
- Alan Hale como Danker
- Arthur Hoyt como Zeke
- Blanche Friderici como Esposa de Zeke
- Charles C. Wilson como Joe Gordon

Não-creditados
- Claire McDowell como Mulher Desmaiada no Ônibus
- Harry Todd como Bandeirante
- Dolores Fuller como Criança

## Produção

### Escolha de elenco

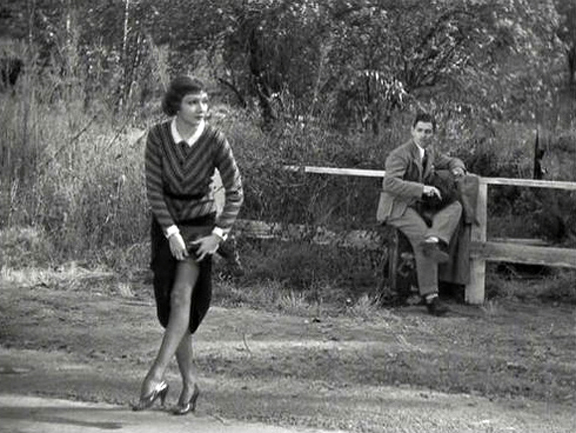
A cena da carona.

Nem Gable nem Colbert foram as primeiras escolhas para interpretar seus respectivos papéis. Miriam Hopkins rejeitou o papel de Ellie. Então, Robert Montgomery e Myrna Loy receberam a oferta para estrelarem a produção, mas ambos recusaram o roteiro. Loy observou mais tarde que o resultado final do filme tinha pouca semelhança com o roteiro que ela e Montgomery receberam. Margaret Sullavan também rejeitou o papel. Constance Bennett estava disposta a aceitar o papel se ela mesma pudesse produzir o filme, mas a Columbia Pictures não concordou com essa condição. Bette Davis queria estrelar o papel, mas estava sob contrato com a Warner Bros. e Jack Warner recusou-se a emprestá-la. Carole Lombard não pôde aceitar estrelar o filme, já que o cronograma de filmagem proposto pela Columbia entraria em conflito com seu trabalho em "Bolero", na Paramount. Loretta Young também recusou participar.
Harry Cohn sugeriu Colbert, que inicialmente recusou o papel. Seu primeiro filme, "For the Love of Mike" (1927), também dirigido por Capra, foi um desastre tão grande que nenhum dos dois quis trabalhar um com o outro novamente. Mais tarde, ela concordou com o papel, mas apenas se seu salário fosse dobrado para US$ 50 mil e se suas cenas fossem concluídas em quatro semanas, para que ela pudesse tirar férias planejadas.
Segundo um boato de Hollywood, Gable foi emprestado à Columbia Pictures, então considerada um estúdio menor, como punição por recusar um grande papel em seu próprio estúdio. Essa história foi parcialmente refutada por biografias mais recentes. A Metro-Goldwyn-Mayer não tinha um projeto pronto para Gable e continou pagando a ele seu salário de US$ 2.000 por semana, quer ele trabalhasse ou não. Louis B. Mayer o emprestou à Columbia por US$ 2.500 por semana, rendendo assim à MGM US$ 500 por semana enquanto o ator estava fora. Capra, entretanto, afirmou que Gable foi relutante em sua participação no filme.

### Filmagens
As filmagens começaram em um clima tenso, pois Gable e Colbert estavam insatisfeitos com a qualidade do roteiro. Capra entendeu a insatisfação dos atores e deixou o roteirista Robert Riskin reescrevê-lo. Colbert continuou a mostrar seu descontentamento no set. Ela também inicialmente hesitou em levantar sua saia para convencer um motorista que passava a dar uma carona, reclamando que isso não era adequado para uma dama. Ao ver a corista que foi trazida para ser sua dublê, Colbert – indignada – disse ao diretor: "Tire-a daqui. Eu farei isso. Aquela perna não é minha!" Capra afirmou que Colbert "teve muitos pequenos acessos de raiva, motivados por sua antipatia por mim", no entanto, "ela estava maravilhosa em seu papel". Parte da produção foi filmada na Thousand Oaks Boulevard, em Thousand Oaks, Califórnia.

### Restauração
Em 2013, "It Happened One Night" foi restaurado digitalmente. Uma nova edição foi realizada pela Sony Colorworks para digitalização da produção em 4K. As cenas foram tratadas na Prasad Corporation para remover sujeiras, rasgos, arranhões e outros artefatos – tudo com cuidado para preservar a aparência original do filme.

## Recepção

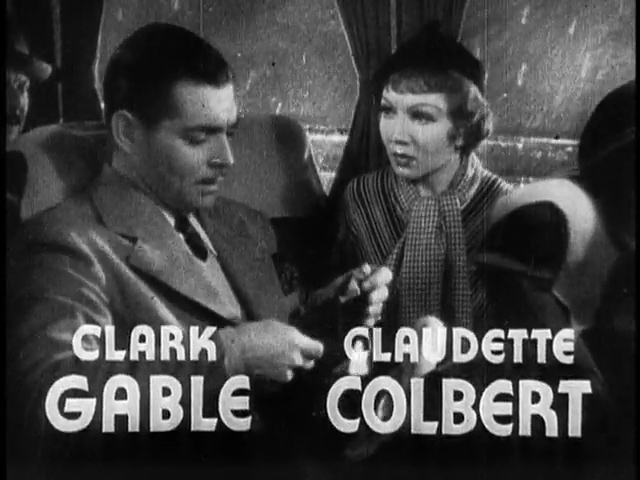
fotograma do trailer do filme.

Após o término das filmagens, Colbert reclamou com uma amiga: "Acabei de terminar o pior filme do mundo". A Columbia parecia ter baixas expectativas para a produção e não montou uma grande campanha publicitária para divulgá-la.
As avaliações iniciais foram geralmente positivas. Mordaunt Hall, em sua crítica para o jornal The New York Times, chamou-o de "uma boa peça de ficção que, com todas as suas acrobacias febris, é abençoada com diálogos brilhantes e uma boa cota de cenas relativamente contidas". Hall descreveu o desempenho de Colbert como "envolvente e animado", e o de Gable como "excelente". A revista Variety relatou que o filme "não tinha um enredo particularmente forte", mas "consegue se dar bem, pela atuação, pelo diálogo, pelas situações e pela direção".
A revista Film Daily elogiou-o como "uma história viva, rápida, muito bem-humorada, atrevida o suficiente para ser tentadora e, ainda assim, perfeitamente decorosa". O jornal New York Herald Tribune chamou-o de "animado e divertido". John Mosher, em sua crítica para a The New Yorker, classificou-o como "praticamente absurdo e bastante triste", que provavelmente era a crítica que Capra tinha em mente quando lembrou em sua autobiografia que críticos "sofisticados" rejeitaram o filme.
Apesar das críticas positivas, o filme teve apenas um sucesso moderado em sua exibição inicial. Depois que foi lançado em cinemas secundários, as vendas de ingressos aumentaram, especialmente em cidades menores, onde os personagens do filme e o romance simples atingiram os espectadores que não eram cercados de luxo. Acabou sendo um grande sucesso de bilheteria, facilmente o maior sucesso da Columbia até o final dos anos 1980. Durante seu lançamento inicial, o filme arrecadou US$ 1 milhão na América do Norte.
No Rotten Tomatoes, site agregador de críticas, 98% das 108 críticas do filme são positivas, com uma classificação média de 9.1/10. O consenso crítico diz: "Capturando o melhor de suas estrelas e do diretor, It Happened One Night permanece insuperável pelas inúmeras comédias românticas que inspirou". No Metacritic, o filme possui uma pontuação de 87/100, com base em 16 críticas, indicando "aclamação universal".
Em 1935, após sua indicação ao Oscar, Colbert decidiu não comparecer à cerimônia por sentir que não iria ganhar e planejava fazer uma viagem de trem pelo país. Depois que ela foi anunciada a vencedora, o chefe do estúdio, Harry Cohn, enviou alguém para "arrastá-la para fora" do trem, que não havia partido, para levá-la à cerimônia. Colbert chegou vestindo um terno de viagem de duas peças que ela pediu ao figurinista da Paramount Pictures, Travis Banton, para sua viagem.

## Influência
O filme teve um impacto imediato no público. Em uma cena, Gable se despe para dormir, tirando a camisa para revelar que está com o peito nu. Uma lenda afirma que, como resultado, as vendas de camisas masculinas diminuíram visivelmente. O filme também apresenta um ônibus Greyhound na história, despertando o interesse em viagens de ônibus em todo o país.
O livro de memórias não-publicado do animador Friz Freleng menciona que este era um de seus filmes favoritos. "It Happened One Night" tem alguns paralelos interessantes e pode até ter inspirado certas características do personagem de desenho animado Bugs Bunny, que fez sua primeira aparição seis anos depois e que Freleng ajudou a desenvolver. No filme, um personagem secundário, Oscar Shapely, chama continuamente o personagem de Gable de "Doc" – e um personagem imaginário chamado "Bugs Dooley" é mencionado uma vez para assustar Shapely. Há também uma cena em que Gable come cenouras enquanto fala rapidamente com a boca cheia, como Bugs faz.

## Prêmios e homenagens
| Ano  | Cerimônia                        | Categoria                                     | Indicado                                            | Resultado   | Ref.          |
| ---- | -------------------------------- | --------------------------------------------- | --------------------------------------------------- | ----------- | ------------- |
| 1934 | Festival de Cinema de Veneza     | Melhor diretor                                | Frank Capra                                         | Indicado    |               |
| 1934 | National Board of Review         | Melhor filme                                  | Harry Cohn (para a Columbia Pictures)               | Venceu      | [ 42 ]        |
| 1934 | National Board of Review         | Top Ten Films (Os Dez Melhores Filmes do Ano) | Top Ten Films (Os Dez Melhores Filmes do Ano)       | 1.º Lugar   |               |
| 1935 | Oscar                            | Melhor filme                                  | Frank Capra & Harry Cohn (para a Columbia Pictures) | Venceu      | [ 43 ] [ 44 ] |
| 1935 | Oscar                            | Melhor direção                                | Frank Capra                                         | Venceu      | [ 43 ] [ 44 ] |
| 1935 | Oscar                            | Melhor ator                                   | Clark Gable                                         | Venceu      | [ 43 ] [ 44 ] |
| 1935 | Oscar                            | Melhor atriz                                  | Claudette Colbert                                   | Venceu      | [ 43 ] [ 44 ] |
| 1935 | Oscar                            | Melhor roteiro adaptado                       | Robert Riskin                                       | Venceu      | [ 43 ] [ 44 ] |
| 1993 | National Film Preservation Board | National Film Registry                        | National Film Registry                              | Introduzido |               |

"It Happened One Night" foi o primeiro filme a ganhar os "cinco grandes" prêmios do Oscar (melhor filme, melhor diretor, melhor ator, melhor atriz e melhor roteiro adaptado). Até 2023, apenas dois outros filmes alcançaram esse feito: "One Flew Over the Cuckoo's Nest" em 1975 e "O Silêncio dos Inocentes" em 1991. "It Happened One Night" também foi o último filme a ganhar os dois prêmios principais de atuação até "One Flew Over the Cuckoo's Nest" em 1975.
Em 15 de dezembro de 1996, o Oscar de Gable foi leiloado por US$ 607.500 para Steven Spielberg, que doou a estatueta para a Motion Picture Academy. Em junho do ano seguinte, o Oscar de Colbert foi colocado em leilão pela Christie's, mas não atraiu nenhum lance.
O filme foi reconhecido pelo Instituto Americano de Cinema nas seguintes listas:
- 1998: 100 Anos...100 Filmes – #35[48]
- 2000: 100 Anos...100 Gargalhadas – #8[49]
- 2002: 100 Anos...100 Paixões – #38[50]
- 2005: 100 Anos...100 Citações:
  - Ellie Andrews: "Well, I proved once and for all that the limb is mightier than the thumb". ("Bem, provei de uma vez por todas que o membro é mais poderoso que o polegar".) – Indicado[51]
- 2007: 100 Anos...100 Filmes (10 Anos) – #46[52]
- 2008: 10 Top 10: Comédia Romântica – #3[53]

## Adaptações e refilmagens
O filme inspirou uma série de refilmagens, incluindo os musicais "Eve Knew Her Apples" (1945), estrelado por Ann Miller; e "You Can't Run Away from It" (1956), estrelado por June Allyson e Jack Lemmon, que foi dirigido e produzido por Dick Powell.
A produção foi adaptada para uma peça de rádio de uma hora na transmissão de 20 de março de 1939 do Lux Radio Theatre, com Colbert e Gable reprisando seus papéis. O roteiro também foi adaptado para uma peça de rádio para a transmissão de 28 de janeiro de 1940 do The Campbell Playhouse, estrelado por Miriam Hopkins como Ellie Andrews, William Powell como Peter Warne, e Orson Welles como Sr. Andrews.
"It Happened One Night" foi adaptado para vários filmes indianos. Isso inclui três adaptações em hindi: "Chori Chori" (1956), "Nau Do Gyarah" (1957) e "Dil Hai Ke Manta Nahin" (1991); uma adaptação em bengali: "Chaowa Pawa" (1959); duas adaptações em tâmil: "Chandrodayam" (1966) e "Kadhal Rojavae" (2000); e uma adaptação em canarês: "Hudugaata" (2007).

## Na cultura popular
A comédia de Laurel & Hardy de 1937, "Way Out West", parodiou a famosa cena da carona, com Stan Laurel conseguindo parar uma carruagem usando a mesma técnica. O filme "Spaceballs" (1987), de Mel Brooks, parodia a cena do casamento. Enquanto caminha pelo corredor para se casar com o Príncipe Valium (Jim J. Bullock), a Princesa Vespa (Daphne Zuniga) ouve do Rei Roland (Dick Van Patten) que Lone Starr (Bill Pullman) renunciou à recompensa pelo seu retorno e apenas pediu para ser reembolsado pelo custo da viagem.
Outros filmes usaram pontos familiares da trama de "It Happened One Night". Em "Bandits" (2001), Joe Blake (Bruce Willis) ergue uma divisória entre as camas dos quartos de motel em respeito à privacidade de Kate Wheeler (Cate Blanchett). Ele comenta que viu pessoas fazerem a mesma coisa em um filme antigo. Em "Sex and the City 2" (2010), Carrie Bradshaw (Sarah Jessica Parker) e Sr. Big (Chris Noth) assistem ao filme (especificamente a cena da carona) em um hotel; mais tarde no filme, Carrie usa a ideia que tirou do filme para pegar um táxi no Oriente Médio.
Em "The Bogman of Letchmoor Heath", o segundo episódio da série de televisão "She-Wolf of London" (1990–91), os personagens principais Randi Wallace (Kate Hodge) e Ian Matheson (Neil Dickson) alugam um quarto de hotel e, desconfortável com a falta de privacidade oferecida, Ian estende um lençol como uma cortina entre as duas camas. Ian faz referência a "It Happened One Night", mas Randi – não familiarizada com o filme – comenta que prefere "ler um livro".
Começando em janeiro de 2014, a história em quadrinhos "9 Chickweed Lane" utilizou o filme como um arco de sua história, quando um dos personagens, o tenente William O'Malley, é ferido durante a Segunda Guerra Mundial e acredita ser Peter Warne. Enquanto ele foge pela França ocupada pelos alemães, vários pontos da trama correm paralelos aos de "It Happened One Night" e ele acredita que seu contato francês seja Ellie Andrews.